# Sommets Musicaux de Gstaad
Die Sommets Musicaux de Gstaad sind ein Musikfestival für klassische Musik in Gstaad. Sie wurden 2001 gegründet. Musiker wie Sol Gabetta, Elisabeth Leonskaja, Mischa Maisky, Anne-Sophie Mutter, Vadim Repin und Maxim Vengerov sind bislang dort aufgetreten.

## Composer in Residence
- 2012: Jean-Luc Darbellay
- 2013: Nicolas Bacri
- 2014: Benjamin Yusupov
- 2015: Yvan Fedele
- 2016: Thierry Escaich
- 2017: Toshio Hosokawa
- 2018: Benjamin Attahir
- 2019: Yan Maresz
- 2020: Camille Pépin
- 2022: Wolfgang Rihm
- 2023: Diana Syrse
- 2024: Karol Beffa